# Майк Тайсон — Джеймс Дуглас
Ма́йк Та́йсон — Дже́ймс Ду́глас (англ. Mike Tyson vs. Buster Douglas; яп. マイク・タイソン 対 ジェームス・ダグラス戦) — двенадцатираундовый профессиональный боксёрский поединок в тяжёлой весовой категории за титулы чемпиона мира по версиям WBA, WBC и IBF, которые принадлежали Майку Тайсону. Бой состоялся 11 февраля 1990 года на базе стадиона Токио Доум (Токио, Япония).
Первые семь раундов поединка проходили с переменным успехом. В 8-м раунде Тайсону удалось отправить соперника в нокдаун. Джеймс сумел подняться на ноги, но из-за ошибки рефери нокдаун продлился не 10 секунд, как положено, а 12 секунд. В 10-м раунде Джеймс сумел потрясти Майка Тайсона, который до этого считался «несокрушимым», и отправил его в нокаут. Этот поединок считается одним из самых больших апсетов в спорте.
После боя Дон Кинг подал апелляцию из-за того, что Дуглас находился в нокдауне не 10, а 12 секунд. Однако в итоге все три организации, пояса которых были разыграны в этом поединке, признали чемпионом Дугласа. Джеймс Дуглас провёл одну защиту титулов, проиграв их Эвандеру Холифилду, после чего его карьера пошла на спад и он больше не участвовал в чемпионских поединках. Для Тайсона это поражение стало первым в профессиональной карьере. В марте и сентябре 1996 года Тайсон во второй раз завоевал чемпионские титулы по версиям WBC и WBA соответственно. Однако, вскоре после этого он был лишён титула WBC, а титул WBA проиграл в ноябре 1996 года Холифилду. В июне 1997 года Тайсон попытался вернуть себе титул WBA, но вновь потерпел поражение от Холифилда. В июне 2002 года Тайсон вышел на поединок за титулы чемпиона мира по версиям WBC, IBF и IBO, против тогдашнего чемпиона Леннокса Льюиса, но был нокаутирован в 8-м раунде.

## Предыстория

### О боксёрах
Майк Тайсон, дебютировавший на профессиональном ринге в марте 1985 года в 19-летнем возрасте, за один год и 6 месяцев профессиональной карьеры провёл 27 победных поединков, 25 из которых завершились досрочно. В 1986—1987 годах Майк завладел тремя основными чемпионскими титулами в профессиональном боксе: 22 ноября 1986 года он нокаутировал во 2-м раунде Тревора Бербика (31-4-1) и завоевал свой первый чемпионский титул по версии WBC; 7 марта 1987 года в своём 29-м поединке победил Джеймса Смита (19-5) и завоевал титул чемпиона мира в тяжёлом весе по версии WBA; 30 мая того же года победил Пинклона Томаса (29-1-1) и защитил титулы, а уже 1 августа одержал победу над непобеждённым чемпионом мира по версии IBF Тони Такером (34-0) и завоевал третий чемпионский пояс. С ноября 1987 года по июль 1989 года Тайсон провёл шесть успешных защит всех трёх чемпионских поясов, последовательно победив следующих боксёров: Тайрелла Биггса (15-0; технический нокаут в 7-м раунде), Ларри Холмса (48-2; технический нокаут в 4-м раунде), Тони Таббса (24-1; технический нокаут во 2-м раунде), Майкла Спинкса (31-0; нокаут в 1-м раунде), Фрэнка Бруно (32-2, технический нокаут в 5-м раунде), Карла Уильямса (22-2, технический нокаут в 1-м раунде).
Джеймс Дуглас начал карьеру профессионального боксёра в 21-летнем возрасте — в июле 1981 года. К моменту поединка с Тайсоном на его счету было 35 поединков. Он одержал 29 побед, в том числе и над Оливером Макколлом — чемпионом мира по версии WBC с 1994 по 1995 годы, и Тревором Бербиком — боксёром, победившим Мохаммеда Али в 1980 году, чемпионом мира по версии WBC в 1986 году; один поединок был признан несостоявшимся — против Дэвида Старкея (5-7), один свёл в ничью (в поединке с Штеффеном Тангстадом), а также потерпел 4 поражения — от Дэвида Бэя (дебют), Майка Уайта (12-5-1), Джесси Фергюсона (11-0) и от действующего на тот момент чемпиона мира по версии IBF Тони Такера (33-0).

### Тайсон против Раддока, Холифилда и организация боя с Дугласом

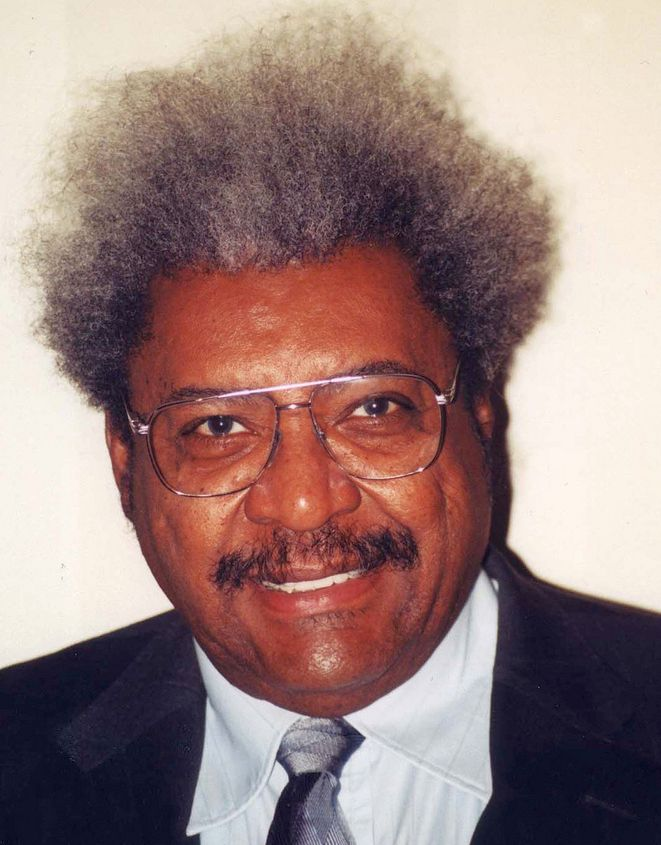
Дон Кинг — промоутер Майка Тайсона

Большинство из проведённых Тайсоном поединков за титул чемпиона мира были завершены в первой половине боя, что значительно снизило число людей, желавших посетить боксёрский вечер с его участием. Многие эксперты и любители бокса отмечали большую разницу в уровне боксёрского мастерства между чемпионом — Тайсоном, и оппозицией — претендентами на титулы Тайсона. Владельцы нескольких элитных арен в Лас-Вегасе и Стейплс-центре отказывались предоставлять помещения для проведения боёв Майка, мотивируя это тем, что зрители «не готовы платить огромные деньги за билеты, чтобы посмотреть, как чемпион в течение нескольких минут разделается с очередным претендентом».
После победы Тайсона над Карлом Уильямсом Дон Кинг заключил контракт на следующий поединок Майка. Его соперником должен был стать канадский боксёр Донован Раддок (26-0). Хотя владельцы арен в США по-прежнему не хотели заниматься организацией вечеров бокса с участием Тайсона, Кинг сумел найти выход из сложившейся ситуации, и поединок был перенесён в город Эдмонтон (провинция Альберта, Канада). Датой поединка стало 18 ноября 1989 года.
Формально Майк Тайсон начал готовиться к поединку в сентябре. Однако, по его заявлениям, он не хотел проводить этот бой, а вместо тренировок проводил время в обществе легкодоступных девушек. 28 октября, после того как стало очевидно, что Тайсон не сумел должным образом подготовиться к этому поединку, Дон Кинг отменил поединок, сославшись на бронхит у Тайсона.

Я не ходил на тренировки, а занимался только тем, что спал с женщинами. Мне даже не требовалось покидать своей комнаты: у меня было достаточно приятелей, которые хватали первую попавшуюся девушку и доставляли её ко мне. Мне было все равно, как она выглядит и как её зовут. Когда мы заканчивали, она уходила и появлялась другая.— Майк Тайсон о своей подготовке к бою против Раддока в 1989 году.
После срыва боя с Раддоком Дон Кинг заключил сделки на два следующих поединка Майка Тайсона. Первый поединок должен был пройти в начале 1990 года на территории Японии, при этом по замыслу Кинга уровень оппозиции Тайсона не должен был быть слишком высок, поэтому в качестве возможных соперников рассматривались кубинец Хосе Рибальта и американец Джеймс Дуглас, который занимал вторую строчку в рейтинге IBF. Однако из-за того что первый поединок Тайсона с Рибальтой состоялся в августе 1986 года и завершился досрочной победой Тайсона в 10-м раунде, выбор пал на более выгодного с финансовой точки зрения Дугласа. Второй поединок Тайсон должен был провести против чемпиона мира по версиям WBA, WBC и IBF в первом тяжёлом весе Эвандера Холифилда (23-0) на базе спорткомплекса отеля Trump Plaza Hotel and Casino в июне 1990 года. Гонорар Тайсона за этот поединок должен был составлять 25 000 000 $. После подписания контрактов на поединки с Дугласом и Холифилдом Тайсон вернулся к привычному для себя разгульному образу жизни.

### Подготовка к поединку и события перед ним
Майк Тайсон вылетел в Токио 8 января 1990 года. По его собственному заявлению, он не хотел проводить поединок, а хотел проводить своё время на светских мероприятиях в обществе женщин. На момент вылета в Японию лишний вес, набранный Тайсоном вследствие разгульного образа жизни, составлял 13,6 кг. Промоутер Майка, Дон Кинг, был обеспокоен лишним весом своего подопечного и пообещал предоставить тому бонус при условии, что Тайсон сбросит лишний вес и поединок против Дугласа состоится в течение одного месяца. Желание Тайсона получить этот бонус было настолько велико, что тот ограничил свой рацион супом, который помогал сжигать жир. Несмотря на то, что Тайсон сбрасывал лишний вес, он практически не готовился к предстоящему поединку. По словам Тайсона, он не смотрел записи поединков с участием Джеймса Дугласа и «вообще не тренировался для этого поединка». При этом Тайсон отмечал, что один из членов его команды, Грег Пейдж, видел Дугласа, который, будучи больным, находился на утренней пробежке. В своей книге «Беспощадная истина» Тайсон отмечал, что вместо подготовки к поединку он всё время занимался сексом с прислугой в отеле. При этом Тайсон утверждал, что секс сыграл значительную роль в уменьшении его веса.
Перед поединком с Тайсоном у Дугласа случилось несколько личных трагедий. 18 января 1990 года от инсульта скончалась его 47-летняя мать Лула Перл, а через пять дней после этого у его жены Берты Пейдж, которая находилась на 6-м месяце беременности, обнаружили злокачественную опухоль. За 10 дней до чемпионского поединка, 1 февраля, Дуглас был госпитализирован из-за сильного приступа гриппа, а за 5 дней до поединка температура тела Дугласа была 39,5. Однако менеджер Джеймса Дугласа, Джон Джонсон, сумел получить разрешение от WBC на использование антибиотиков. По мнению Тайсона, смерть матери повлияла на психологический настрой Джеймса на поединок в лучшую сторону. На одном из предматчевых мероприятий Майк «заявил, что Бастер может присоединиться к ней [своей матери]».
За 10 дней до поединка Тайсон провёл показательный спарринг с Грегом Пэйджем, бывшим чемпионом мира по версии WBA, который на тот момент работал спарринг-партнёром Тайсона. Билет на посещение мероприятия стоил 60 $. Спарринг должен был продлиться 2 раунда, но в 1-м раунде Тайсон пропустил правый хук от Пэйджа и оказался на настиле ринга. После этого секунданты Тайсона остановили бой.
На официальной предматчевой процедуре взвешивания боксёров перед боем, которая состоялась за сутки до него, Тайсон весил 100 кг, а Дуглас — 104 кг.

### Раскрутка боя в Японии
Изначально поединок не вызвал большого ажиотажа в Японии. Билеты практически не продавались, но после того как стало известно, что на поединок приедут британская рок-группа «The Rolling Stones» и американский певец Майкл Джексон, билеты начали продаваться более интенсивно. По одним сведениям, зал, вмещающий 63 000 зрителей, был полностью заполнен; по воспоминаниям Тайсона, зал был наполовину пуст; по другим данным в зале было около 20 000 свободных мест. Билеты на поединок стоили от 35 до 1000 $.

### Прогнозы
По мнению букмекеров, однозначным фаворитом в данном поединке был Майк Тайсон, ставки на его победу принимались с коэффициентами от 9 к 1 до 42 к 1. Перед поединком некоторые эксперты утверждали, что этот бой станет самым лёгким для Тайсона с момента победы над Тревором Бербиком в ноябре 1986 года.

## Бой

### Ход поединка

#### 1—7-й раунды
Из-за разницы во времени между США и Японией поединок начался в 9 утра по местному времени (JST).
С самого начала 1-го раунда поединок проходил для Тайсона непривычно. Дуглас пользовался своим преимуществом в росте и пробивал удары с обеих рук, что привело к тому, что в конце первой минуты раунда Тайсон начал действовать более осторожно. Дуглас перемещался по рингу и уходил от атак низкорослого соперника, при этом он постоянно выбрасывал джебы (прямые удары) и кроссы (перекрёстные удары). Хотя вскоре Дуглас оказался спиной у канатов, в отличие от других соперников Тайсона он не начал паниковать, а вступил с ним в размен ударами. В итоге Дуглас сумел попасть акцентированным кроссом с правой руки по Тайсону, и тот отступил; Джеймс попытался нанести ещё один кросс, но тот удар был скользящим и не нанёс никакого вреда его сопернику. Сам же Тайсон в этом эпизоде не смог попасть по Дугласу акцентированным ударом, а все выброшенные им удары Дуглас либо принимал на защиту, либо уклонялся от них. После окончания этого эпизода Майк взял паузу, чтобы восстановиться после пропущенного удара. На последней минуте раунда Тайсон попытался активизироваться, но Дуглас вновь попал по нему правым кроссом, в ответ на что Майк выбросил левый хук. В конце раунда ситуация повторилась, Дуглас вновь сумел попасть по Тайсону правым кроссом, на который тот попытался ответить левым хуком.
Во втором раунде Тайсон вновь бросился в атаку, но из-за того, что Дуглас постоянно выбрасывал джебы и кроссы, Майк не мог выйти на ударную для себя дистанцию. Во время одной из попыток сократить дистанцию Тайсон пропустил несколько силовых ударов от претендента, но они не смогли остановить его, и Майк всё же вышел на ударную дистанцию. Однако он смог пробить лишь один несильный хук с левой руки. Затем Тайсон попытался прижать своего визави к канатам, но пропустил кросс с правой руки навстречу, хук с левой руки и апперкот (удар снизу) с правой. При этом он сам пробил не очень точный хук с левой руки. После этого эпизода Тайсон попытался начать размен ударами, но вновь пропустил кросс с правой руки и апперкот с левой. В самом конце раунда Тайсону вновь удалось пробить левый хук, но Джеймс ответил на него апперкотом с правой руки, затем той же рукой пробил кросс и завершил атаку серией из 5—6 ударов, два из которых дошли до цели.
Третий раунд Тайсон попытался начать так же, как и предыдущий, бросившись в атаку, которая вновь завершилась для чемпиона неудачей. В конце 1-й минуты третьего раунда Дуглас в очередной раз провёл кросс с правой руки. Тайсон постоянно пытался сократить дистанцию, бросаясь на соперника, который останавливал его прямыми ударами навстречу. В одном из эпизодов Майк прорвался на ближнюю дистанцию, но его атака переросла в клинч. Однако Дуглас разорвал дистанцию и нанёс кросс с правой руки и хук с левой, а затем пробил двухударную комбинацию (правый кросс — левый хук). В середине второй минуты раунда Тайсон пробил акцентированный удар с правой руки, а за 40 секунд до окончания раунда пробил левый боковой удар на скачке. Оба удара пришлись точно в цель, но Дуглас частично их нейтрализовал защитными движениями корпуса. В конце раунда Дуглас сумел провести джеб, а затем апперкот с правой руки.
Четвёртый раунд проходил по тому же сценарию, что и предыдущие. В начале Тайсон попытался сблизиться с Дугласом, но делал это более осмотрительно, чем в прошедших раундах. Претендент старался удерживать чемпиона на дальней дистанции с помощью быстрых и точных прямых ударов. В одном из эпизодов чемпиону удалось сократить дистанцию, но в этот момент Дуглас пробил акцентированный апперкот с правой руки, который был незаметен для Тайсона. После этого возникла продолжительная пауза. Следующие попытки Тайсона сблизиться Дуглас пресёк с помощью правого кросса и левого джеба. Затем Тайсон всё же смог попасть по Дугласу двумя боковыми ударами с левой руки. В самом конце раунда боксёры вступили в размен ударами, в котором большинство ударов Тайсона не дошли до цели, а большинство ударов Дугласа чемпион принял на себя.
В начале пятого раунда, как и в начале всех предыдущих раундов, Тайсон попытался сократить дистанцию. Как отмечал спортивный журналист Александр Беленький, «он [Тайсон] представлял собой уже далеко не тот сгусток агрессии, каким был вначале». В середине первой минуты раунда чемпион вновь попытался прорваться на ближнюю дистанцию, но вновь был остановлен правым кроссом. Приблизительно через 15 секунд претендент выпустил ещё несколько джебов и пробил кросс. Затем Дуглас провёл три двухударные комбинации (левой джеб — правой кросс) и два прямых удара с левой руки. В то время как Дуглас пробивал последний кросс, голова Тайсона откинулась и Дуглас пробил акцентированный прямой удар с левой руки. Восстановившись после удара, Тайсон выбросил хук с левой руки, а затем боксёры вступили в размен ударами: Дуглас пробил апперкот с правой руки, а Тайсон хук с левой. Затем чемпион попал ударом с правой руки по корпусу. Однако в следующем размене ударами до цели дошли только попытки претендента.
В том же пятом раунде вследствие одного из попаданий Дугласа у Тайсона начал опухать левый глаз. Во время перерыва между 5-м и 6-м раундами выяснилось, что у секундантов Тайсона нет с собой ни «глазного утюга», ни пакетов со льдом, чтобы уменьшить отёк. В итоге, по словам Тайсона, «ледяной водой наполнили что-то, напоминающее большой презерватив, и приложили это к глазу».
К шестому раунду чемпион был «измучен», но тем не менее начал его привычно для себя, бросившись в атаку, которая перешла в клинч. Во время клинча Майку удалось нанести акцентированный боковой удар с левой руки. Однако затем на протяжении нескольких секунд оба боксёра не предпринимали активных действий. После этого боксёры вновь начали клинчевать и пробили удачные апперкоты: Тайсон — с правой руки, а Дуглас — с левой. В середине раунда боксёры пробили друг по другу удачные прямые удары с левой руки. К этому времени оба боксёра выглядели уставшими. В одном из эпизодов Тайсон пропустил апперкот с правой руки и джеб с левой, на что ответил боковым ударом с левой руки.
В седьмом раунде оба боксёра выглядели измотанными, из-за этого в начале раунда многие атаки переходили в клинч. Однако вскоре Дуглас пробил кросс с правой руки, и сразу же выбросил два левых боковых удара: по корпусу и в голову. Тайсон попытался контратаковать, но Дуглас перехватил инициативу и пробил точную двухударную комбинацию. Затем Тайсон пропустил ещё несколько кроссов и джебов от претендента, но перехватил инициативу и пробил хук с левой руки. Дуглас попытался ответить на этот удар кроссом с правой руки, но Майк пробил левый боковой на скачке. Претендент провёл ещё несколько ударов, после чего боксёры начали клинчевать; в это время Тайсон сумел дважды точно нанести удар снизу с левой руки. В конце раунда Тайсон сумел довести до цели двухударную комбинацию (правый по корпусу — левый хук в голову).

#### 8—10-й раунды
В начале восьмого раунда Дуглас заметно снизил темп ведения поединка, и Майк Тайсон сумел воспользоваться этим. Тайсон был более точен в размене ударами, а затем сумел провести серию ударов по корпусу Дугласа, пробить левый хук и дважды попасть правым кроссом. Однако претендент перехватил инициативу и пробил несколько прямых ударов с обеих рук в голову чемпиона. Затем он развил успех и попал по голове Тайсона следующей комбинацией ударов: два джеба, правый апперкот, левый хук, правый кросс. Чемпион на мгновение потерял равновесие, и Дуглас провёл ещё несколько хуков и апперкотов.
За 6 секунд до окончания восьмого раунда Тайсон провёл акцентированный апперкот с правой руки и Джеймс Дуглас оказался в нокдауне. Он около секунды пролежал на спине, затем перевернулся набок. Рефери поединка Октавио Мейран задержался с открытием счёта нокдауна, пока отводил Тайсона в нейтральный угол, а вернувшись забыл свериться с хронометристом и начал вести счёт с опозданием в две секунды. На счёт «восемь», Дуглас начал вставать, а на счёт десять уже был готов продолжить поединок. Когда Дуглас встал, поединок был продолжен, но через секунду раунд завершился.
Сразу же после начала девятого раунда обессиленный Тайсон атаковал Дугласа, проведя несколько неточных ударов, а затем нанёс два удара снизу с правой руки — по корпусу и по голове. Однако претендент сразу же перехватил инициативу и пробив несколько акцентированных ударов. Это заставило Тайсона начать клинчевать, но в ситуацию вмешался рефери и развёл боксёров. Затем Тайсон пробил апперкот с левой руки и на мгновение потряс оппонента. Оба боксёра, будучи измотанными, в дальнейшем часто прибегали к клинчу. Во время очередного клинча Джеймсу удалось точно попасть акцентированным ударом снизу с левой руки, после чего он провёл ещё две комбинации ударов, а затем, зажав Тайсона у канатов, провёл затяжную серию акцентированных ударов. В ответ на это Тайсон вновь пробил точный акцентированный удар снизу с левой руки по подбородку Дугласа, после чего последний «продолжил серию с прежней яростью». В конце раунда претендент провёл ещё одну успешную атаку, пробив четырёхударную комбинацию.

10-й раунд. Майк Тайсон в нокауте

Сразу же после начала 10-го раунда Тайсону удалось провести кросс с правой руки, но Дуглас стал клинчевать, чтобы прийти в себя после пропущенного удара. После этого он пробил два боковых удара с левой руки и вновь стал клинчевать, а при выходе из клинча сумел пробить акцентированный боковой удар с правой руки. Затем противники практически одновременно пробили точные апперкоты друг по другу. Примерно через минуту после начала раунда Джеймс Дуглас провёл серию из прямых ударов правой рукой, после чего он нанёс правый апперкот, которым потряс Тайсона, а затем пробил ещё четыре акцентированных удара: кросс с правой руки, хук с левой руки, кросс с правой руки, хук с левой руки. Вследствие этой атаки Тайсон оказался на настиле ринга. При падении у него выпала капа, и перед тем как подняться, он принялся сначала искать её, а затем вставил её в рот. В результате Тайсон поднялся только тогда, когда рефери Октавио Мейран закончил отсчёт нокаута.
В итоге победа нокаутом в десятом раунде поединка была присуждена Джеймсу Дугласу.

### Судейские записки
| Судья           | Боксёры       | Раунд | Раунд | Раунд | Раунд | Раунд | Раунд | Раунд | Раунд | Раунд | Раунд | Раунд | Раунд | Итого |
| Судья           | Боксёры       | 1     | 2     | 3     | 4     | 5     | 6     | 7     | 8     | 9     | 10    | 11    | 12    | Итого |
| --------------- | ------------- | ----- | ----- | ----- | ----- | ----- | ----- | ----- | ----- | ----- | ----- | ----- | ----- | ----- |
| Кен Морита      | Майк Тайсон   | 10    | 9     | 10    | 10    | 9     | 10    | 10    | 10    | 9     | —     | —     | —     | 87    |
| Кен Морита      | Джеймс Дуглас | 10    | 10    | 9     | 10    | 10    | 10    | 9     | 8     | 10    | —     | —     | —     | 86    |
|                 |               |       |       |       |       |       |       |       |       |       |       |       |       |       |
| Ларри Розадилья | Майк Тайсон   | 9     | 9     | 9     | 9     | 9     | 9     | 10    | 10    | 8     | —     | —     | —     | 82    |
| Ларри Розадилья | Джеймс Дуглас | 10    | 10    | 10    | 10    | 10    | 10    | 10    | 8     | 10    | —     | —     | —     | 88    |
|                 |               |       |       |       |       |       |       |       |       |       |       |       |       |       |
| Масакадзу Утида | Майк Тайсон   | 9     | 9     | 10    | 10    | 9     | 10    | 10    | 10    | 9     | —     | —     | —     | 86    |
| Масакадзу Утида | Джеймс Дуглас | 10    | 10    | 9     | 10    | 10    | 9     | 10    | 8     | 10    | —     | —     | —     | 86    |

Как выяснилось уже после боя, судьи оказались не готовы к такому ходу поединка. По двум судейским картам из трёх после девяти раундов Тайсон вел со счетом 87:86. Оба этих арбитра заслужили пожизненную дисквалификацию. Вполне возможно, что они были «подзаряжены» Доном Кингом или, по крайней мере, ожидали от него некоторого вознаграждения за свою близорукость после боя.

Третий судья поставил 88:82. Это означало, что, по его мнению, Тайсон выиграл только один раунд, восьмой, за который благодаря нокдауну получил 10:8. В целом равные шестой и седьмой раунды этот судья отдал Дагласу, что в принципе справедливо, однако по крайней мере один из них можно было отдать и Тайсону.— Александр Беленький

### Статистика ударов
|               | Майк Тайсон | Майк Тайсон       | Майк Тайсон | Джеймс Дуглас | Джеймс Дуглас     | Джеймс Дуглас |
| Выбросил      | Попал       | Процент попаданий | Выбросил    | Попал         | Процент попаданий |               |
| ------------- | ----------- | ----------------- | ----------- | ------------- | ----------------- | ------------- |
| Джебы         | 76          | 23                | 30 %        | 243           | 128               | 53 %          |
| Силовые удары | 138         | 78                | 57 %        | 198           | 102               | 52 %          |
| Всего ударов  | 214         | 101               | 47 %        | 441           | 230               | 52 %          |

## Андеркарт
Комментарий: Андеркарт — предварительные боксёрские бои перед основным поединком вечера.
В таблице перечислены результаты всех поединков боксёров.
В каждой строке указан результат поединка. Дополнительно номер поединка обозначен цветом, который обозначает итог поединка. Расшифровка обозначений и цветов представлена в нижеследующей таблице.
| Пример | Расшифровка                     |
| ------ | ------------------------------- |
|        | Победа                          |
|        | Ничья                           |
|        | Поражение                       |
|        | Планируемый поединок            |
|        | Поединок признан несостоявшимся |
| КО     | Нокаут                          |
| ТКО    | Технический нокаут              |
| PTS    | Решение судей (по очкам)        |
| UD     | Единогласное решение судей      |
| MD     | Решение большинства судей       |
| SD     | Раздельное решение судей        |
| RTD    | Отказ от продолжения боя        |
| DQ     | Дисквалификация                 |
| NC     | Поединок признан несостоявшимся |

| Боксёр                  | Итог боя  | Боксёр                   | Примечания                                                                 |
| ----------------------- | --------- | ------------------------ | -------------------------------------------------------------------------- |
| Майк Тайсон (37-0)      | KO10 (12) | Джеймс Дуглас (29-4-1)   | Поединок за титулы чемпиона мира в тяжёлом весе по версиям WBA, WBC и IBF. |
| Висан Туммонг (29-8-2)  | UD10 (10) | Наото Такахаси (18-2)    | Рейтинговый поединок во втором легчайшем весе.                             |
| Хитоси Камияма (13-1-1) | SD10 (10) | Фумихико Кимура (4-0)    | Поединок за титул чемпиона Японии в первом среднем весе.                   |
| Дзёитиро Тацуёси (1-0)  | KO2 (10)  | Сомсак Сричан (7-2)      | Рейтинговый поединок во втором легчайшем весе.                             |
| Юити Хосоно (4-0)       | PTS6 (6)  | Митио Курокава (дебют)   | Рейтинговый поединок в первом наилегчайшем весе.                           |
| Элой Рохас (16-0)       | KO4 (?)   | Джимми Ситфайданг (13-5) | Рейтинговый поединок.                                                      |

## После боя

### Попытка опротестовать результат и организовать реванш
Сразу же после окончания боя Дон Кинг собрал глав трёх основных чемпионских организаций (WBA, WBC и IBF) и на протяжении нескольких часов объяснял им, что в 8-м раунде рефери Октавио Мейран допустил ошибку: из-за медленного отсчёта нокдауна Дуглас провёл на настиле ринга 13 секунд, что означало нокаут. В итоге Кинг опротестовал результат поединка. Затем состоялась послематчевая пресс-конференция, на которой Кинг заявил, что «было два нокаута, но первый нокаут отменяет второй»; Мейран в свою очередь согласился с ним и признал свою ошибку.
Несмотря на доводы Кинга, WBA, WBC и IBF приняли решения относительно своих чемпионских титулов самостоятельно: IBF провозгласила чемпионом Дугласа и отказалась оспаривать результат, в то время как более лояльные к Кингу WBA и WBC отказались признавать результат поединка до «дополнительного пересмотра». Однако вскоре и они признали Дугласа чемпионом. Причиной этому стало давление прессы, в которой цитировались правила бокса относительно того, что боксёр не должен слушать никого, кроме рефери.
Сразу же после поединка Майк Тайсон изъявил желание провести реванш с Дугласом, а позже сделал сопернику официальное предложение провести поединок-реванш в течение следующих двух месяцев. Дуглас согласился, но не уточнил сроков проведения боя. К тому времени сторонником идеи реванша между Дугласом и Тайсоном стал и Дон Кинг. Среди всех чемпионских организаций идею о незамедлительном реванше поддержала лишь WBC во главе с Хосе Сулейманом, но, поняв, что WBA и IBF против подобного поединка, была вынуждена отказаться от этой идеи. В итоге поединок-реванш между Майком Тайсоном и Джеймсом Дугласом так и не был организован.

### Судьба боксёров после боя и титулы

#### Тайсон
До поединка с Джеймсом Дугласом на счету Тайсона было 37 поединков, которые завершились его победой, 33 из них завершились досрочно. Таким образом, это поражение стало первым в профессиональной боксёрской карьере Майка. После поражения он провёл четыре рейтинговых поединка, в которых был признан сильнейшим: 16 июня 1990 года Тайсон нокаутировал в 1-м раунде Генри Тиллмена (20-4), 8 декабря 1990 года победил техническим нокаутом в 1-м раунде Алекса Стюарта (26-1), 18 марта 1991 года победил техническим нокаутом в 7-м раунде Донована Раддокка (25-1-1) и 28 июня того же года повторно победил Раддокка единогласным судейским решением. В августе 1991 года Майк был обвинён в том, что 19 июля того же года на конкурсе «Мисс Чёрная Америка» он изнасиловал победительницу этого конкурса — 18-летнюю Дезире Вашингтон. По некоторым данным, Тайсону грозило до 63 лет тюремного заключения. При этом сам Майк все обвинения отвергал. В итоге он был приговорён к 10 годам лишения свободы с сокращением наказания на 4 года. 22 марта 1995 года Тайсон был досрочно освобождён, а 19 августа 1995 года вышел на первый поединок после четырёхлетнего перерыва против Питера Макнили (36-1), победив того в 1-м раунде. 16 декабря того же года Тайсон нокаутировал в 3-м раунде Бастера Матиса (20-0).
16 марта 1996 года Майк Тайсон провёл бой-реванш с Фрэнком Бруно (40-4). В этом противостоянии на кону стоял титул чемпиона мира по версии WBC, который на тот момент принадлежал Бруно. В этом поединке победу техническим нокаутом в 3-м раунде одержал Майк. 7 сентября 1996 года состоялся поединок за объединение чемпионских титулов в тяжёлом весе между чемпионом по версии WBC Майком Тайсоном и чемпионом по версии WBA Брюсом Селдоном (33-3). Этот поединок продлился 1 минуту 49 секунд и завершился победой Тайсона техническим нокаутом в 1-м раунде. Однако из-за того, что WBC требовало от Майка провести защиту против Леннокса Льюиса, а он не хотел проводить этого поединка, Тайсон был лишён чемпионского титула сразу же после боя с Селдоном. 9 ноября 1996 года Тайсон проиграл свой титул Эвандеру Холифилду (32-2), а в матче-реванше, который состоялся 28 июня 1997 года, он был дисквалифицирован за то, что несколько раз укусил Холифилда за ухо. После второго поражения от Холифилда Майк провёл шесть рейтинговых поединков, четыре из которых он выиграл, а два были признаны несостоявшимися.
8 августа 2002 года Тайсон вышел на бой против действующего на тот момент чемпиона мира в тяжёлом весе по версиям WBC, IBF и IBO Леннокса Льюиса (39-2-1). Бой проходил с преимуществом Льюиса, который в 8-м раунде отправил Майка в нокаут. Этот поединок стал последним чемпионским поединком Тайсона. После поражения от Льюиса Тайсон провёл три рейтинговых поединка: один выиграл — 26 февраля 2003 года Тайсон нокаутировал в 1-м раунде Клиффорда Этьена (24-1-1), а два проиграл — 30 июля 2004 года проиграл нокаутом в 4-м раунде Дэнни Уильямсу (31-3) и 11 июня 2005 года проиграл техническим нокаутом в 6-м раунде Кевину Макбрайду (32-4-1). После своего шестого поражения на профессиональном ринге Тайсон объявил о завершении карьеры.

#### Дуглас
Следующий свой поединок Дуглас провёл 24 октября 1990 года против бывшего чемпиона мира по версиям WBA, WBC и IBF в первом тяжёлом весе Эвандера Холифилда (24-0). Этот поединок завершился в третьем раунде победой Холифилда нокаутом. В этом бою Джеймс заработал 24 000 000 $ и сделал перерыв в карьере. В 1996 году Дуглас вновь вернулся на профессиональный ринг и провёл девять поединков, в восьми из которых оказался сильнейшим, а один проиграл нокаутом Лу Саварезе (37-2). Свой последний бой он провёл 19 февраля 1999 года, победив техническим нокаутом Андре Кравдера (8-49-4), после чего окончательно завершил карьеру профессионального боксёра.

История Бастера Дагласа как чемпиона мира в тяжёлом весе — это, в сущности, история одного боя и того, как нужный человек оказался в нужное время в нужном месте.— Александр Беленький

## Значение поединка
Поединок Майк Тайсон — Джеймс Дуглас был признан одним из самых больших апсетов (поединков, в которых победу одержал аутсайдер) в тяжёлом весе. Ряд специалистов сравнивали его с боями — Мохаммед Али — Леон Спинкс (1978), Ларри Холмс — Майкл Спинкс (1985), Леннокс Льюис — Хасим Рахман (2001), Владимир Кличко — Корри Сандерс (2003), Энтони Джошуа — Энди Руис (2019). Некоторые источники считают, что в масштабах всего спорта исход этого поединка стал самой большой неожиданностью со времён Чуда на льду — победы хоккейной сборной США над сборной СССР на Зимних Олимпийских играх 1980 года. Подводя итоги 1990 года, американский журнал The Ring присудил этому поединку награду апсет года.

## В культуре
Бой Дугласа против Тайсона стал источником вдохновения для песни группы The Killers «Tyson vs. Douglas» из альбома Wonderful Wonderful. Автор песни Брэндон Флауэрс использовал воспоминания детства о том, как он наблюдал по телевизору за проигрышем Тайсона, казавшегося непобедимым, в качестве мотивации для песни о своей семье и детях:
Я не хочу, чтобы они увидели, как я рухнул, подобно Тайсону.Оригинальный текст (англ.)I don’t want them to see me go down like Tyson.